# هیروکی کیشیدا
هیروکی کیشیدا (انگلیسی: Hiroki Kishida؛ زادهٔ ۷ ژوئن ۱۹۸۱) بازیکن فوتبال اهل ژاپن است.
از باشگاه‌هایی که در آن بازی کرده‌است می‌توان به باشگاه فوتبال ویسل کوبه اشاره کرد.